# Deileptenia mandschuriaria
Deileptenia mandschuriaria là một loài bướm đêm trong họ Geometridae.